# Chlorissa sachalinensis
Chlorissa sachalinensis là một loài bướm đêm trong họ Geometridae.